# Tribunal Administrativo e Fiscal de Sintra
O Tribunal Administrativo e Fiscal de Sintra é um tribunal português, sediado em Sintra, pertencente à jurisdição administrativa e tributária.
Este tribunal tem jurisdição sobre os seguintes municípios:
- Sintra (sede)
- Amadora
- Cascais
- Oeiras

O Tribunal Administrativo e Fiscal de Sintra está integrado na área de jurisdição do Tribunal Central Administrativo Sul.